# Gran Premio di superbike di Silverstone 2012
Il Gran Premio di superbike di Gran Bretagna 2012 è stata la decima prova del mondiale superbike 2012, disputatasi il 5 agosto presso il circuito di Silverstone; nello stesso fine settimana si è corso il nono Gran Premio stagionale del mondiale supersport 2012 e il settimo della Superstock 1000 FIM Cup. Ha registrato nelle due gare della Superbike le vittorie di Loris Baz e Sylvain Guintoli, in Supersport quella di Jules Cluzel e in Superstock quella di Eddi La Marra.

## Superbike

### Gara 1
La corsa, inizialmente dichiarata asciutta, è stata sospesa alla fine del primo giro per un incidente che ha coinvolto David Johnson e Norino Brignola e per l'arrivo della pioggia. Non essendo stati completati almeno tre giri, la gara è successivamente ripartita sulla distanza originaria di 18 tornate. La gara, considerata bagnata alla ripartenza, si è svolta inizialmente in condizioni di prevalente asciutto, mentre nella seconda metà della corsa è caduta nuovamente la pioggia.

#### Arrivati al traguardo
| Pos. | Nº  | Pilota           | Squadra                       | Motocicletta         | Giri | Tempo     | Griglia | Punti |
| ---- | --- | ---------------- | ----------------------------- | -------------------- | ---- | --------- | ------- | ----- |
| 1º   | 76  | Loris Baz        | Kawasaki Racing               | Kawasaki ZX-10R      | 18   | 40:46.128 | 9º      | 25    |
| 2º   | 84  | Michel Fabrizio  | BMW Motorrad Italia GoldBet   | BMW S1000 RR         | 18   | +0.383    | 15º     | 20    |
| 3º   | 86  | Ayrton Badovini  | BMW Motorrad Italia GoldBet   | BMW S1000 RR         | 18   | +0.459    | 18º     | 16    |
| 4º   | 65  | Jonathan Rea     | Honda World Superbike         | Honda CBR1000RR      | 18   | +0.539    | 10º     | 13    |
| 5º   | 7   | Carlos Checa     | Althea Racing                 | Ducati 1098R         | 18   | +1.012    | 7º      | 11    |
| 6º   | 91  | Leon Haslam      | BMW Motorrad Motorsport       | BMW S1000 RR         | 18   | +2.619    | 4º      | 10    |
| 7º   | 33  | Marco Melandri   | BMW Motorrad Motorsport       | BMW S1000 RR         | 18   | +6.123    | 6º      | 9     |
| 8º   | 66  | Tom Sykes        | Kawasaki Racing               | Kawasaki ZX-10R      | 18   | +9.170    | 8º      | 8     |
| 9º   | 34  | Davide Giugliano | Althea Racing                 | Ducati 1098R         | 18   | +19.022   | 5º      | 7     |
| 10º  | 58  | Eugene Laverty   | Aprilia Racing                | Aprilia RSV4 Factory | 18   | +19.087   | 14º     | 6     |
| 11º  | 121 | Maxime Berger    | Effenbert Liberty Racing      | Ducati 1098R         | 18   | +29.840   | 13º     | 5     |
| 12º  | 87  | Lorenzo Zanetti  | PATA Racing                   | Ducati 1098R         | 18   | +30.158   | 19º     | 4     |
| 13º  | 4   | Hiroshi Aoyama   | Honda World Superbike         | Honda CBR1000RR      | 18   | +44.222   | 20º     | 3     |
| 14º  | 19  | Chaz Davies      | ParkinGO MTC Racing           | Aprilia RSV4 Factory | 18   | +1:20.387 | 16º     | 2     |
| 15º  | 44  | David Salom      | Team Pedercini                | Kawasaki ZX-10R      | 18   | +1:42.698 | 21º     | 1     |
| 16º  | 50  | Sylvain Guintoli | PATA Racing                   | Ducati 1098R         | 17   | +1 giro   | 3º      |       |
| 17º  | 96  | Jakub Smrž       | Liberty Racing Team Effenbert | Ducati 1098R         | 17   | +1 giro   | 1º      |       |

#### Ritirati
| Nº | Pilota         | Squadra              | Motocicletta         | Giri | Griglia |
| -- | -------------- | -------------------- | -------------------- | ---- | ------- |
| 3  | Max Biaggi     | Aprilia Racing       | Aprilia RSV4 Factory | 17   | 11º     |
| 2  | Leon Camier    | FIXI Crescent Suzuki | Suzuki GSX-R1000     | 14   | 2º      |
| 59 | Niccolò Canepa | Red Devils Roma      | Ducati 1098R         | 14   | 17º     |
| 21 | John Hopkins   | FIXI Crescent Suzuki | Suzuki GSX-R1000     | 10   | 12º     |

#### Non partiti
| Nº | Pilota          | Squadra                       | Motocicletta    | Griglia |
| -- | --------------- | ----------------------------- | --------------- | ------- |
| 64 | Norino Brignola | Grillini Progea Superbike     | BMW S1000 RR    | 23º     |
| 20 | David Johnson   | Team Pedercini                | Kawasaki ZX-10R | 22º     |
| 68 | Brett McCormick | Liberty Racing Team Effenbert | Ducati 1098R    |         |

### Gara 2
Al termine del giro di ricognizione la partenza della gara è stata rimandata per il ritorno della pioggia; è stato effettuato un secondo giro di formazione e la distanza di gara è stata ridotta da 18 a 17 giri. La corsa è stata in seguito fermata con la bandiera rossa nel corso del 10º passaggio a causa del peggioramento delle condizioni atmosferiche e la classifica finale è quella rilevata all'ottavo passaggio; pertanto risultano classificati anche diversi piloti che si erano resi protagonisti di cadute durante il 9º e il 10º giro. Non essendo stati raggiunti i due terzi della distanza di gara, il punteggio assegnato viene dimezzato.

#### Arrivati al traguardo
| Pos. | Nº  | Pilota           | Squadra                       | Motocicletta         | Giri | Tempo     | Griglia | Punti |
| ---- | --- | ---------------- | ----------------------------- | -------------------- | ---- | --------- | ------- | ----- |
| 1º   | 50  | Sylvain Guintoli | PATA Racing                   | Ducati 1098R         | 8    | 19:42.051 | 3º      | 12,5  |
| 2º   | 76  | Loris Baz        | Kawasaki Racing               | Kawasaki ZX-10R      | 8    | +0.881    | 9º      | 10    |
| 3º   | 96  | Jakub Smrž       | Liberty Racing Team Effenbert | Ducati 1098R         | 8    | +1.671    | 1º      | 8     |
| 4º   | 58  | Eugene Laverty   | Aprilia Racing                | Aprilia RSV4 Factory | 8    | +19.045   | 14º     | 6,5   |
| 5º   | 121 | Maxime Berger    | Effenbert Liberty Racing      | Ducati 1098R         | 8    | +22.116   | 13º     | 5,5   |
| 6º   | 7   | Carlos Checa     | Althea Racing                 | Ducati 1098R         | 8    | +23.736   | 7º      | 5     |
| 7º   | 19  | Chaz Davies      | ParkinGO MTC Racing           | Aprilia RSV4 Factory | 8    | +24.690   | 16º     | 4,5   |
| 8º   | 33  | Marco Melandri   | BMW Motorrad Motorsport       | BMW S1000 RR         | 8    | +26.197   | 6º      | 4     |
| 9º   | 65  | Jonathan Rea     | Honda World Superbike         | Honda CBR1000RR      | 8    | +26.861   | 10º     | 3,5   |
| 10º  | 21  | John Hopkins     | FIXI Crescent Suzuki          | Suzuki GSX-R1000     | 8    | +27.194   | 12º     | 3     |
| 11º  | 3   | Max Biaggi       | Aprilia Racing                | Aprilia RSV4 Factory | 8    | +29.243   | 11º     | 2,5   |
| 12º  | 66  | Tom Sykes        | Kawasaki Racing               | Kawasaki ZX-10R      | 8    | +30.328   | 8º      | 2     |
| 13º  | 84  | Michel Fabrizio  | BMW Motorrad Italia GoldBet   | BMW S1000 RR         | 8    | +32.746   | 15º     | 1,5   |
| 14º  | 4   | Hiroshi Aoyama   | Honda World Superbike         | Honda CBR1000RR      | 8    | +34.905   | 20º     | 1     |
| 15º  | 59  | Niccolò Canepa   | Red Devils Roma               | Ducati 1098R         | 8    | +35.849   | 17º     | 0,5   |
| 16º  | 87  | Lorenzo Zanetti  | PATA Racing                   | Ducati 1098R         | 8    | +40.091   | 19º     |       |
| 17º  | 91  | Leon Haslam      | BMW Motorrad Motorsport       | BMW S1000 RR         | 8    | +58.530   | 4º      |       |

#### Ritirati
| Nº | Pilota           | Squadra                     | Motocicletta     | Giri | Griglia |
| -- | ---------------- | --------------------------- | ---------------- | ---- | ------- |
| 86 | Ayrton Badovini  | BMW Motorrad Italia GoldBet | BMW S1000 RR     | 7    | 18º     |
| 34 | Davide Giugliano | Althea Racing               | Ducati 1098R     | 6    | 5º      |
| 2  | Leon Camier      | FIXI Crescent Suzuki        | Suzuki GSX-R1000 | 4    | 2º      |
| 44 | David Salom      | Team Pedercini              | Kawasaki ZX-10R  | 1    | 21º     |

#### Non partiti
| Nº | Pilota          | Squadra                       | Motocicletta    |
| -- | --------------- | ----------------------------- | --------------- |
| 20 | David Johnson   | Team Pedercini                | Kawasaki ZX-10R |
| 64 | Norino Brignola | Grillini Progea Superbike     | BMW S1000 RR    |
| 68 | Brett McCormick | Liberty Racing Team Effenbert | Ducati 1098R    |

## Supersport
La gara è stata fermata con la bandiera rossa nel corso del secondo giro a causa dell'incidente di Mathew Scholtz e Dan Linfoot e per pioggia. La corsa è in seguito ripartita come gara bagnata, ma in condizioni di asfalto asciutto, sulla distanza originaria di 16 giri.

### Arrivati al traguardo
| Pos. | Nº | Pilota            | Squadra                   | Motocicletta        | Giri | Tempo     | Griglia | Punti |
| ---- | -- | ----------------- | ------------------------- | ------------------- | ---- | --------- | ------- | ----- |
| 1º   | 16 | Jules Cluzel      | PTR Honda                 | Honda CBR600RR      | 16   | 34:48.860 | 1º      | 25    |
| 2º   | 11 | Sam Lowes         | Bogdanka PTR Honda        | Honda CBR600RR      | 16   | +0.157    | 2º      | 20    |
| 3º   | 23 | Broc Parkes       | Ten Kate Racing Products  | Honda CBR600RR      | 16   | +0.591    | 18º     | 16    |
| 4º   | 34 | Ronan Quarmby     | PTR Honda                 | Honda CBR600RR      | 16   | +2.068    | 7º      | 16    |
| 5º   | 54 | Kenan Sofuoğlu    | Kawasaki Lorenzini        | Kawasaki ZX-6R      | 16   | +5.067    | 10º     | 11    |
| 6º   | 99 | Fabien Foret      | Kawasaki Intermoto Step   | Kawasaki ZX-6R      | 16   | +19.484   | 17º     | 10    |
| 7º   | 32 | Sheridan Morais   | Kawasaki Lorenzini        | Kawasaki ZX-6R      | 16   | +20.038   | 15º     | 9     |
| 8º   | 25 | Alex Baldolini    | Power Team by Suriano     | Triumph Daytona 675 | 16   | +23.169   | 9º      | 8     |
| 9º   | 8  | Andrea Antonelli  | Bike Service R.T.         | Yamaha YZF R6       | 16   | +23.964   | 8º      | 7     |
| 10º  | 14 | Gábor Talmácsi    | PRORACE                   | Honda CBR600RR      | 16   | +27.061   | 14º     | 6     |
| 11º  | 20 | Mathew Scholtz    | Bogdanka PTR Honda        | Honda CBR600RR      | 16   | +28.992   | 4º      | 5     |
| 12º  | 22 | Roberto Tamburini | Team Lorini               | Honda CBR600RR      | 16   | +29.652   | 26º     | 4     |
| 13º  | 31 | Vittorio Iannuzzo | Power Team by Suriano     | Triumph Daytona 675 | 16   | +30.077   | 24º     | 3     |
| 14º  | 98 | Romain Lanusse    | Kawasaki Intermoto Step   | Kawasaki ZX-6R      | 16   | +30.311   | 13º     | 2     |
| 15º  | 35 | Raffaele De Rosa  | Team Lorini               | Honda CBR600RR      | 16   | +31.328   | 11º     | 1     |
| 16º  | 5  | Alexander Lundh   | Bogdanka Honda PTR        | Honda CBR600RR      | 16   | +31.442   | 3º      |       |
| 17º  | 10 | Imre Tóth         | Racing Team Toth          | Honda CBR600RR      | 16   | +37.636   | 5º      |       |
| 18º  | 65 | Vladimir Leonov   | Yakhnich Motorsport       | Yamaha YZF R6       | 16   | +38.733   | 6º      |       |
| 19º  | 93 | Florian Marino    | MSD R-N Racing Team India | Kawasaki ZX-6R      | 16   | +41.414   | 25º     |       |
| 20º  | 13 | Dino Lombardi     | PATA by Martini           | Yamaha YZF R6       | 16   | +46.105   | 30º     |       |
| 21º  | 40 | Martin Jessopp    | Riders PTR Honda          | Honda CBR600RR      | 16   | +48.442   | 16º     |       |
| 22º  | 61 | Fabio Menghi      | VFT Racing                | Yamaha YZF R6       | 16   | +1:03.403 | 28º     |       |
| 23º  | 24 | Eduard Blokhin    | Rivamoto                  | Yamaha YZF R6       | 16   | +2:04.976 | 31º     |       |

### Ritirati
| Nº  | Pilota            | Squadra                       | Motocicletta    | Giri | Griglia |
| --- | ----------------- | ----------------------------- | --------------- | ---- | ------- |
| 64  | Joshua Day        | Team GOELEVEN                 | Kawasaki ZX-6R  | 14   | 20º     |
| 87  | Luca Marconi      | VFT Racing                    | Yamaha YZF R6   | 13   | 22º     |
| 3   | Jed Metcher       | Rivamoto Junior               | Yamaha YZF R6   | 6    | 23º     |
| 4   | Dan Linfoot       | MSD R-N Racing Team India     | Kawasaki ZX-6R  | 4    | 19º     |
| 125 | Danilo Marrancone | KUJA Racing                   | Honda CBR600RR  | 4    | 29º     |
| 49  | Kenny Noyes       | WKbikes Hampshire Motorcycles | Suzuki GSX-R600 | 0    | 21º     |
| 38  | Balázs Németh     | Racing Team Toth              | Honda CBR600RR  | 0    | 12º     |

### Non partito
| Nº | Pilota          | Squadra    | Motocicletta   | Griglia |
| -- | --------------- | ---------- | -------------- | ------- |
| 53 | Valentin Debise | SMS Racing | Honda CBR600RR | 27º     |

### Non qualificato
| Nº | Pilota        | Squadra  | Motocicletta  |
| -- | ------------- | -------- | ------------- |
| 73 | Oleg Pozdneev | Rivamoto | Yamaha YZF R6 |

## Superstock
La pole position è stata fatta segnare da Sylvain Barrier in 2:12.992; Eddi La Marra ha effettuato il giro più veloce in gara, in 2:09.362.

### Arrivati al traguardo
| Pos. | Nº | Pilota              | Squadra                     | Motocicletta         | Giri | Tempo     | Griglia | Punti |
| ---- | -- | ------------------- | --------------------------- | -------------------- | ---- | --------- | ------- | ----- |
| 1º   | 47 | Eddi La Marra       | Barni Racing Team Italia    | Ducati 1199 Panigale | 10   | 21:42.623 | 3º      | 25    |
| 2º   | 11 | Jérémy Guarnoni     | MRS                         | Kawasaki ZX-10R      | 10   | +0.241    | 2º      | 20    |
| 3º   | 67 | Bryan Staring       | Team Pedercini              | Kawasaki ZX-10R      | 10   | +3.054    | 14º     | 16    |
| 4º   | 20 | Sylvain Barrier     | BMW Motorrad Italia GoldBet | BMW S1000 RR         | 10   | +3.198    | 1º      | 13    |
| 5º   | 24 | Kev Coghlan         | DMC Racing                  | Ducati 1199 Panigale | 10   | +7.920    | 5º      | 11    |
| 6º   | 71 | Christoffer Bergman | BWG Racing Kawasaki         | Kawasaki ZX-10R      | 10   | +12.551   | 10º     | 10    |
| 7º   | 69 | Ondřej Ježek        | SK Energy Racing            | Ducati 1098R         | 10   | +15.888   | 6º      | 9     |
| 8º   | 92 | Leandro Mercado     | Team Pedercini              | Kawasaki ZX-10R      | 10   | +19.155   | 11º     | 8     |
| 9º   | 21 | Markus Reiterberger | Alpha Racing                | BMW S1000 RR         | 10   | +27.657   | 12º     | 7     |
| 10º  | 15 | Fabio Massei        | EAB Ten Kate Junior         | Honda CBR1000RR      | 10   | +28.067   | 15º     | 6     |
| 11º  | 34 | Robbie Brown        | DMC Racing                  | Ducati 1199 Panigale | 10   | +32.641   | 7º      | 5     |
| 12º  | 40 | Alen Győrfi         | MetalCom-Adrenalin H-Moto   | Honda CBR1000RR      | 10   | +32.674   | 9º      | 4     |
| 13º  | 39 | Randy Pagaud        | Team OGP                    | Kawasaki ZX-10R      | 10   | +54.660   | 18º     | 3     |
| 14º  | 37 | Andrzej Chmielewski | Red Devils Roma             | Ducati 1098R         | 10   | +58.245   | 19º     | 2     |
| 15º  | 88 | Massimo Parziani    | M.V. Racing                 | Aprilia RSV4 APRC    | 10   | +58.720   | 17º     | 1     |
| 16º  | 36 | Philippe Thiriet    | Brazil by ASPI              | Kawasaki ZX-10R      | 10   | +1:00.305 | 20º     |       |
| 17º  | 42 | Heber Pedrosa       | Brazil by ASPI              | Kawasaki ZX-10R      | 10   | +1:00.498 | 21º     |       |

### Ritirati
| Nº | Pilota            | Squadra                  | Motocicletta         | Giri | Griglia |
| -- | ----------------- | ------------------------ | -------------------- | ---- | ------- |
| 55 | Tomáš Svitok      | SK Energy Racing         | Ducati 1098R         | 7    | 16º     |
| 93 | Matthieu Lussiana | Team ASPI                | Kawasaki ZX-10R      | 6    | 4º      |
| 5  | Marco Bussolotti  | SK Energy Racing         | Ducati 1098R         | 2    | 13º     |
| 32 | Lorenzo Savadori  | Barni Racing Team Italia | Ducati 1199 Panigale | 0    | 8º      |

### Non partito
| Nº | Pilota         | Squadra                     | Motocicletta |
| -- | -------------- | --------------------------- | ------------ |
| 14 | Lorenzo Baroni | BMW Motorrad Italia GoldBet | BMW S1000 RR |

### Non qualificato
| Nº | Pilota           | Squadra       | Motocicletta    |
| -- | ---------------- | ------------- | --------------- |
| 30 | Bogdan Vrajitoru | CSM Bucharest | Kawasaki ZX-10R |